# Агиштинское сельское поселение
Агиштинское се́льское поселе́ние — муниципальное образование в Шалинском районе Чечни Российской Федерации. Административный центр — село Агишты.

## История
Статус и границы сельского поселения установлены Законом Чеченской Республики от 20 февраля 2009 года № 10-РЗ «Об образовании муниципального образования Шалинский район и муниципальных образований, входящих в его состав, установлении их границ и наделении их соответствующим статусом муниципального района, городского и сельского поселения».

## Население
| 2010  | 2012  | 2013  | 2014  | 2015  | 2016  | 2017  |
| ----- | ----- | ----- | ----- | ----- | ----- | ----- |
| 1227  | ↗1283 | ↗1348 | ↗1399 | ↗1435 | ↗1467 | ↗1476 |
| 2018  | 2019  | 2020  | 2021  | 2023  | 2024  |       |
| ↗1485 | ↗1487 | ↗1494 | ↗1531 | ↗1593 | ↗1646 |       |

## Состав сельского поселения
| № | Населённый пункт | Тип населённого пункта | Население |
| - | ---------------- | ---------------------- | --------- |
| 1 | Агишты           | село                   | ↗1646     |